# Nycteola clara
Nycteola clara är en fjärilsart som beskrevs av Obraztsov 1953. Nycteola clara ingår i släktet Nycteola och familjen trågspinnare. Inga underarter finns listade i Catalogue of Life.